# Регита
Регита (чечен. РегӀатӀа) — село в Курчалоевском районе Чеченской Республики. Административный центр Регитинского сельского поселения, в состав которого входят 4 населённых пункта.

## География
Село расположено в верховьях реки Хумыс, в 15 км к юго-востоку от районного центра — Курчалой и в 55 км к юго-востоку от города Грозный.
Ближайшие населённые пункты: на северо-востоке — сёла Хиди-Хутор и Бельты, на востоке — село Курень-Беной, на юго-востоке — село Ачирешки, на юге — село Гуни, на юго-западе — село Марзой-Мохк и на северо-западе — село Джагларги.

## Население
| 1990 | 2002 | 2010 | 2023  |
| ---- | ---- | ---- | ----- |
| 757  | ↘685 | ↗783 | ↗1651 |